# ژدار (ناحیه راکوونیک)
ژدار (به چکی: Žďár) یک منطقهٔ مسکونی در جمهوری چک است که در ناحیه راکوونیک واقع شده‌است.